# Черничено (Курська область)
Черничено (рос. Черничено) — село в Конишевському районі Курської області Російської Федерації.
Населення становить 184 особи. Входить до складу муніципального утворення Біляєвська сільрада.

## Історія
Населений пункт розташований на території українського етнічного та культурного краю Східна Слобожанщина.
Від 2004 року входить до складу муніципального утворення Біляєвська сільрада.

## Населення
| 2002 | 2010 |
| ---- | ---- |
| 273  | ↘184 |